# NK-bo

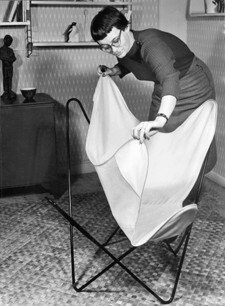
Inredningsarkitekten Lena Larsson monterar en fladdermusfåtölj på NK-bo år 1950

NK-bo och NK-bo Nu var en specialbutik inom varuhuset Nordiska Kompaniet (NK) i Stockholm som fanns mellan 1947 och 1965. NK-bo fanns under åren 1947–1965 med ett kort avbrott 1957–1960. År 1961 byttes namnet till NK-bo Nu. Verksamheten lades ner 1965. Fram till slutet av 1960-talet hade NK stor betydelse för svensk konstindustri och svenska konsthantverkare genom att på sina utställningar visa upp nyheter, främst glas, keramik och textilier samt egna och andras möbler och inredningar. 
Elias Svedberg skapade under andra världskriget på uppdrag av Nordiska kompaniet Trivamöblerna som levererades i platta paket. Möbelfamiljen Trivs Bygg skapades och presenterades på utställningen "Vi bo i Friluftsstaden" i Malmö 1944. Svedberg var sedan med och startade NK-bo där han blev chef och samarbetade med Astrid Sampe på varuhusets textilkammare. Textilkonstnären Astrid Sampe var chef för NK:s Textilkammare mellan 1938 och 1972 och inredningsarkitekt Lena Larsson var konstnärlig ledare för NK-bo mellan 1947 och 1965. 
Specialbutiken hade ett eget skyltfönster ut mot Hamngatan, direkt till höger om huvudentrén. Sortimentet var övervägande svenskt men med några internationella inslag, fladdermusfåtöljen var tillsammans med Stringhyllan. Lena Larsson bidrog själv med egna skapelser, men huvudsakligen var NK-bo ett forum för unga formgivare där nya idéer och produkter kunde testas och visas. Här öppnade Lena Larsson vägen för både etablerade och nya formgivare och möbelskapare, bland dem Stig Lindberg, Bertil Vallien, Yngve Ekström, Hans Ehrlin och Stephan Gip.